# FIBA 3X3 월드컵
FIBA 3X3 월드컵(FIBA 3X3 World Cup)은 농구 분야의 국제 기구인 FIBA에 가맹한 3X3 농구 협회(연맹)의 3X3 농구 국가대표팀이 참가하는 국제 농구대회이다.

## 같이 보기
- 3x3 농구